# Platysenta prolifera
Platysenta prolifera là một loài bướm đêm trong họ Noctuidae.